# Staufen (gemeente)
Staufen is een gemeente en plaats in het Zwitserse kanton Aargau en maakt deel uit van het district Lenzburg.
Staufen telt 2.605 inwoners.